# 入道親王
入道親王（日语：／ Nyūdōshinnō）指日本皇族男性中受亲王宣下後出家為僧者。

## 歷史
日本自平安时代初期已有親王出家的事例，如平城天皇皇子高岳親王在药子之变後被廢除皇太子之位，後來出家並改法名「真如」。當時一般將出家的親王稱為「入道親王」與「法親王」，兩種稱呼混合使用，如在法親王制度形成前出家的高岳親王的法名「真如入道親王」也可稱作「真如法親王」。
後來，兩種稱呼的用途逐漸有所區分，以親王宣下後出家為僧者為「入道親王」、以出家為僧後受親王宣下者為「法親王」。根據《初例抄》的記載，三條院太上天皇皇子師明親王受親王宣下後出家至仁和寺並改法名「性信」，是首位入道親王。
然而，隨著時間的推移，兩種稱呼的區別又變得模糊，並由此被混同，「法親王」一詞也因此用於泛稱包括入道親王在內的所有僧籍親王，如胜海舟的日記就把法名「公現入道親王」的北白川宮能久親王稱為「法親王」。